# Colla
Colla é um gênero de mariposa pertencente à família Bombycidae.